# Allendale megye
Allendale megye az Amerikai Egyesült Államokban, azon belül Dél-Karolina államban található. Megyeszékhelye és legnagyobb városa Allendale. Lakosainak száma 8039 fő (2020. április 1.). Allendale megye Bamberg, Colleton, Hampton, Barnwell, Screven és Burke megyékkel határos.

## Népesség
A megye népességének változása:
| Lakosok száma | 10 353 | 10 257 | 10 003 | 9839 | 9433 | 8039 |
|               | 2010   | 2011   | 2012   | 2013 | 2015 | 2020 |